# 下街道 (奈良県)
下街道（しもかいどう）は、大和国（奈良県）の郡山（大和郡山市）から高田（大和高田市）を経て五條（五條市）に至る街道。

## 概要
奈良盆地を南北に貫いている街道のうち、上街道は古代道路である上ツ道を、中街道は中ツ道ではなく下ツ道の道筋を辿っているが、下街道はさらに西側を通っており、まっすぐに計画的に設置された古代官道を起源とするものではない。城下町や環濠集落を縫うように曲がりくねって通っており、地図なしで辿るのは難しい。ただし、いわゆる裏街道ではなく、郡山と大和国南西部・紀伊国北部を最短で結ぶ道筋として重要であった。現在も一部区間が国道24号線になっており、重要性に変わりはない。
郡山（大和郡山市中心部）を起点に、筒井のあたりで西へ方向を変え、額田部、唐院（磯城郡川西町）、小柳（磯城郡三宅町）、箸尾（北葛城郡広陵町）、南郷、高田（大和高田市）へと南下し、忍海（葛城市）、御所（御所市）を通って風の森峠を越え、中街道、伊勢街道と合流し五條へと至る。
大まかには、大和郡山から大和高田にかけては大和盆地内の環濠集落間を縫うように通るため、特定の国道・県道沿いを通っているわけではないが、概ね奈良県道108号大和郡山広陵線に沿っている。大和高田以南は概ね国道24号沿いを通るか国道そのものが旧街道に相当する。
- 明治26年の「奈良県告示第三十号」に下街道について下記のように示されていた。
  - 下街道　添下郡郡山町大字柳ニテ奈良街道ヨリ分岐シ平群郡平端村大字額田部南方廣瀬郡箸尾村大字須萱野ヲ経テ葛下郡高田町大字高田ニ至リ初瀬街道ニ接ス
  - 下街道　葛下郡高田町大字高田ニテ初瀬街道ヨリ分岐シ葛上郡御所町同郡葛城村大字小殿ヲ経テ宇智郡北宇智村大字住川ニ至リ中街道ニ接ス

## 経由地（沿線施設等）
大和郡山市
- 大和郡山市役所
- 大和郡山市立筒井小学校
- 近鉄筒井駅
- 大和郡山市立昭和小学校

磯城郡川西町
- 川西町立唐院小学校

磯城郡三宅町
北葛城郡広陵町
- 奈良県第二浄化センターファミリープール
- 近鉄箸尾駅
- 箸尾御坊教行寺
- 広陵町立広陵北小学校
- 広陵町役場
- 南郷環濠集落

大和高田市
- JR高田街道踏切
- 横大路（伊勢本街道）交点
- 近鉄高田市駅

葛城市
- JR大和新庄駅

御所市
- JR御所駅、御所町
- 風の森峠

五條市
- JR北宇智駅（付近で中街道と合流）
- 三在町（和歌山街道（伊勢街道）と合流）
- JR五条駅（駅前昭栄商通り）
- 本陣交差点